# Joan Pla i Mas
Joan Pla i Mas (Sabadell, 1838? - Barcelona, 15 d'agost de 1919) va ser un polític i comptador català.

## Biografia
Fill d'un fabricant de teixits de cotó amb botiga a Sabadell, va cursar estudis relacionats amb la indústria, el comerç o l'economia i va ajudar en el negoci familiar.
El 1871 va ser un dels membres fundadors, i tresorer, de l'Acadèmia Científico-Mercantil de Barcelona, la primera en l'àmbit econòmic i empresarial que es va crear a Catalunya (i que posteriorment es convertiria en el Col·legi Oficial de Titulats Mercantils i Empresarials de Barcelona). El 1895 seria elegit president de la secció 1a d'aquesta acadèmia per al bienni 1896-1997.
Després de fer els primers passos en la política local de Sabadell (el març del 1871 va ser el candidat més votat en les eleccions de diputats provincials del districte sabadellenc), el 1872 va saltar a l'àmbit espanyol: va ser nomenat diputat de les Corts Espanyoles en dues legislatures del Sexenni Democràtic. Primer va ser elegit diputat pel districte de Terrassa en les eleccions generals d'agost de 1872, sota el breu regnat d'Amadeu I. La legislatura va quedar interrompuda al cap d'uns mesos, i en les noves eleccions, del maig del 1873 (ja en la Primera República Espanyola), va tornar a ser elegit diputat pel districte de Terrassa, tasca que va exercir fins al gener del 1874.
Era membre del Partit Republicà Democràtic Federal, formació liderada per Francesc Pi i Margall i en les files de la qual hi havia altres polítics i intel·lectuals de renom, sobretot catalans, com ara Estanislau Figueras, Josep Anselm Clavé, Joaquim Riera, Valentí Almirall, Narcís Monturiol o Ildefons Cerdà.
Després del cop d'estat del general Pavía, va passar uns mesos empresonat al Palau de l'Aljaferia (Saragossa). Acabada la Primera República, va continuar lligat als grups catalans d'ideologia republicana i federalista i va participar en multitud de mítings i altres actes, en molts dels quals advocava per la unió del republicanisme.
Va ser soci de l'Ateneu Barcelonès i en va formar part de la junta directiva. Hi va exercir diversos càrrecs, com ara els de comptador (que avui equivaldria a un interventor o responsable de comptabilitat), conservador, secretari o vocal. El maig del 1882 va participar en la redacció d'un extens pla econòmic d'ajuda per a l'Ateneu.
Era maçó, en una època en què el vincle entre maçoneria i republicanisme era gran. El març del 1881 era el president d'una lògia anomenada Vera, i el març del 1889 ho era d'una altra dita Libertad del Porvenir, totes dues barcelonines. El juny del 1889, la seva única filla, Maria, va ser iniciada en la lògia d'adopció Integridad núm. 1 (també de Barcelona) amb altres dues dones, un fet poc habitual en aquell temps.
El juliol del 1898 va començar a treballar com a comptador de l'Ajuntament de Badalona. Tot i que ja tenia uns 60 anys, mantindria aquesta feina durant més de 20 anys encara, fins al final dels seus dies. Va viure aquests últims anys amb força solitud, després de la defunció de la seva dona i la seva única filla els anys 1899 i 1901, respectivament. Va morir a Barcelona el 15 d'agost del 1919.